# Ulay
Frank Uwe Laysiepen, dit Ulay, né le 30 novembre 1943 à Solingen (Allemagne) et mort le 2 mars 2020 à Ljubljana en Slovénie, est un artiste allemand pratiquant l'art performance. 
Ses performances tournent autour de la relation au corps à l'espace et à la société. Par sa formation de photographe, il documente constamment ses performances. L'un de ses média préféré est l'appareil photographique instantané.

## Biographie

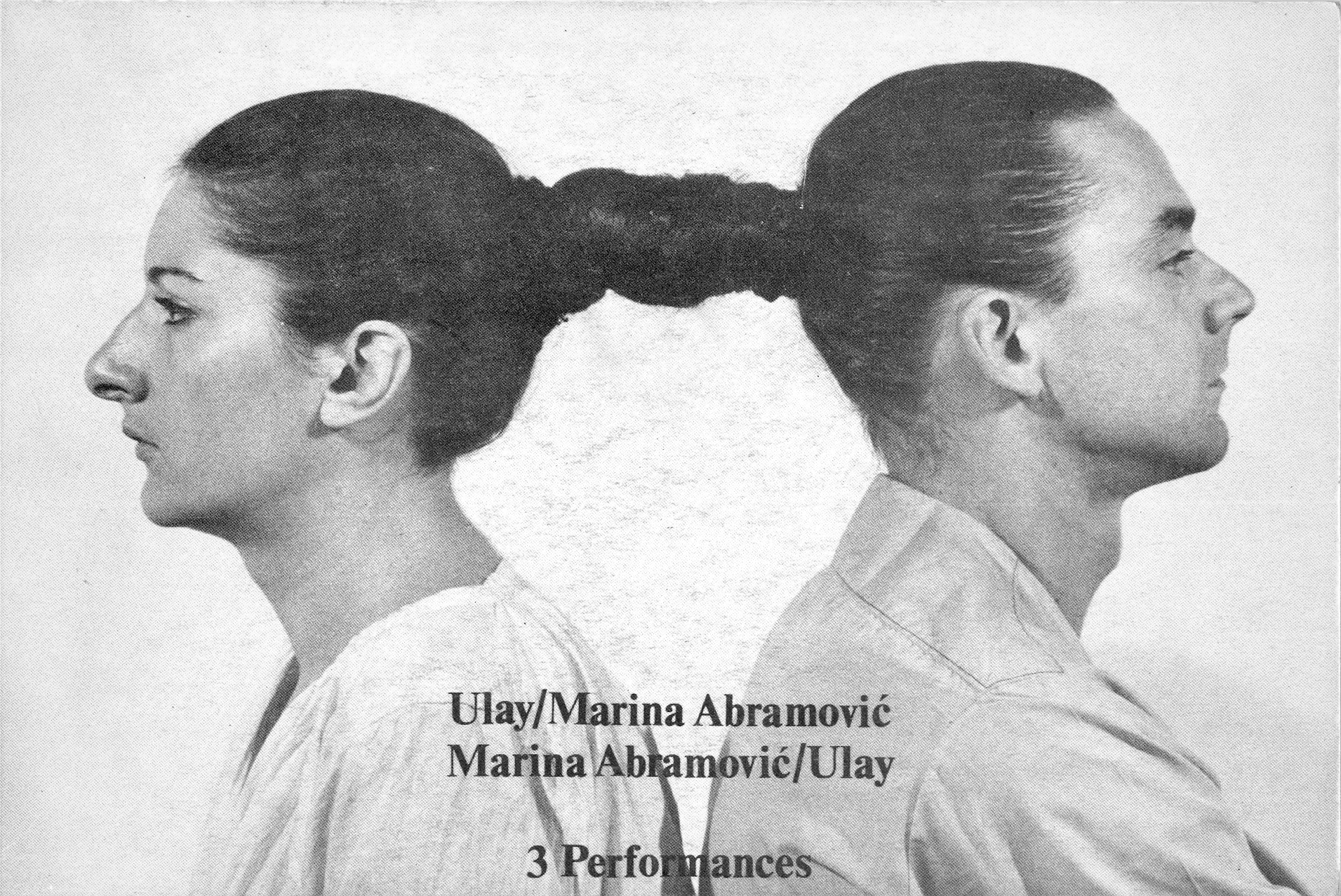
Marina Abramović et Ulay, livre d'artiste, musée CODA, 1978.

Ulay a réalisé des performances artistiques dans plusieurs pays tels les Pays-Bas, l'Australie, la Chine, l'Allemagne et les États-Unis.
De 1976 à 1988, il travaille avec Marina Abramović (qui est également sa compagne durant cette période), réalisant à cette époque ses performances les plus connues.
Ulay et Abramović décident de réaliser une performance en Chine, sur la Grande Muraille. Le temps que les préparatifs et les formalités soient accomplis, leur relation s'achemine vers une rupture. Ils décident alors que cette performance marquera la fin de leur relation. En 1988, ils se sont ainsi chacun rendus à une extrémité de la Grande Muraille de Chine afin de s'y retrouver au centre. Ulay est ainsi parti du désert de Gobi et Abramović, de la mer Jaune. Après avoir marché chacun 2 500 km, ils se sont rencontrés au centre (à Er Lang Shan, à Shenmu) et se sont dit au revoir. En 2010, ils se sont retrouvés pendant une minute l'un en face de l'autre durant une performance de Marina Abramović au Museum of Modern Art (MoMA).
De 1999 à 2004, il enseigne à l'École nationale supérieure pour la conception formelle de Karlsruhe. Il déménage ensuite à Amsterdam. 
Dans une entrevue donnée en 2011, il affirme : « Récemment, j'ai décidé qu'à chaque fois que je rencontrais quelqu'un, j'allais me présenter comme « Eau ». Pensez-y : notre cerveau est composé d'environ 90 % d'eau et 68 % pour le reste de notre corps. Pas même « Homme-eau », simplement Eau : ça rend les gens curieux. Ils disent « Pardon ? » et je dis à nouveau « Eau. ». Ça suscite l'intérêt et pose les bases d'une conversation sur le sujet. Ce nouveau nom correspond à mon profond intérêt pour l'eau. »,.

## Prix et distinctions
- 1984 : Le San Sebastian Video Award
- 1985 : Le Lucano Video Award
- 1986 :
  - Le Polaroid Video Award
  - Le Video Award – Kulturkreis im Verband der Deutschen Industrie